# 손치은
손치은(孫致殷, 1892년~?)은 일제강점기의 법조인이다.
본관은 밀양이며 대구 출신이다. 고등문관시험에 합격한 뒤 변호사를 개업해 일제 강점기 동안 대구 지역에서 활동했다.
손치은은 김용무, 김병로 등과 함께 무료 변호로 어려운 사람을 많이 도와 존경을 받았으며, 김창숙이 항일 운동 중 상하이에서 체포되어 압송되었을 때도 김용무와 함께 변론을 자처하였다.
1932년에 경상북도 안동경찰서에서 순사부장으로 재직 중이던 일본인 경찰관이 살해되고 조선인 청년 5명이 용의자로 체포된 일이 발생했다. 이때 손치은이 무료로 변호를 맡아 이들이 무죄임을 밝혀냈다.
그러나 1934년에 최린이 결성한 시중회에서 평의원을 지냈으며, 일제 강점기 말기에는 일본 제국의 사상통제 정책에 협조한 행적도 있다. 조선사상범보호관찰령에 따라 사상범 감시를 위한 보호관찰 제도가 신설되고 지역마다 보호관찰심사회가 출범했을 때 대구보호관찰심사회 위원으로 참여했다.
2008년 발표된 민족문제연구소의 친일인명사전 수록예정자 명단 중 친일단체 부문에 선정되었다.

## 같이 보기
- 시중회